# Jan Skarbek-Malczewski
Jan Skarbek-Malczewski (ur. 1883 w Sandomierzu, zm. 1967 w Warszawie) – polski operator filmowy, pracownik kina „Oaza” w Warszawie.

## Życiorys
Początkowo zajmował się reportażem filmowym. Filmował aktualne wydarzenia, takie jak walki na frontach I wojny światowej, wydarzenia rewolucji październikowej, wkroczenie wojsk polskich na Śląsk, przewrót majowy, pogrzeb Józefa Piłsudskiego. Był autorem pierwszego reportażu filmowego nagranego w samolocie.  Brał udział przy tworzeniu jednego z pierwszych polskich filmów fabularnych, Antoś pierwszy raz w Warszawie (1908). Od roku 1911 był operatorem wytwórni filmowej „Sfinks”. Pracował też w moskiewskiej wytwórni filmowej Aleksandra Chanżonkowa.
W 1962 r. wydawnictwo „Czytelnik” wydało jego książkę Byłem tam z kamerą, w której Skarbek-Malczewski opisywał początki polskiego filmu fabularnego.

## Filmografia
- 1911: Meir Ezofowicz
- 1912: Przesądy
- 1913: Wykolejeni
- 1914: Słodycz grzechu
- 1914: Niewolnica zmysłów